# Society of Biblical Literature
La Sociedad de Literatura Bíblica (SBL), fundada en 1880 como la Sociedad de Literatura Bíblica y Exégesis, es una sociedad erudita con sede en Estados Unidos dedicada al estudio académico de la Biblia y la literatura antigua relacionada. Su misión actual declarada es "fomentar la erudición bíblica". La membresía está abierta al público y a más de 8500 personas de más de 80 países. Como organización académica, SBL ha sido una sociedad constituyente del Consejo Americano de Sociedades Aprendidas desde 1929.